# 断罪無正条
断罪無正条（だんざいむせいじょう）とは、律令法に設けられた規定の1つ。法令に該当する条文が無い場合、類似する罪を類推適用することを認めた条文。

## 概要
日本の律令においては、三条公忠『後愚昧記』応永4年5月19日条に引用された名例律の逸文からその存在を知ることが出来る。すなわち、法令に定めた罪に該当しなくても処分の必要性があると認められた者を罰するために、裁判官が判決において類似の条文を掲げ、当該条文と比較して問題行為の内容が記載された罪よりも軽い（挙重明軽）または重い（挙軽明重）という比較に基づいて処罰を行った。
この考え方は日本の法律においては長い間にわたって維持され、明治時代に制定された新律綱領および改定律例においても採用された。だが、明治時代に日本国政府が参考にしたドイツ的大陸法の刑事法の基本原則の1つである「罪刑法定主義」においては刑事法の類推適用を認めた断罪無正条とは相いれないものであり、明治15年刑法によって廃止された。なお、英米法においてはコモン・ローのために厳密な意味での罪刑法定主義は今日まで採用されていない。